# Зельони-Конт
Зельони-Конт (пол. Zielony Kąt) — село в Польщі, у гміні Новодвур Рицького повіту Люблінського воєводства.
Населення — 70 осіб (2011).

## Демографія
Демографічна структура станом на 31 березня 2011 року:
|          | Загалом | Допрацездатний вік | Працездатний вік | Постпрацездатний вік |
| -------- | ------- | ------------------ | ---------------- | -------------------- |
| Чоловіки | 34      | 7                  | 22               | 5                    |
| Жінки    | 36      | 7                  | 22               | 7                    |
| Разом    | 70      | 14                 | 44               | 12                   |